# Orthocentrus coronadoae
Orthocentrus coronadoae (лат.) — вид паразитических перепончатокрылых наездников подсемейства Orthocentrinae из семейства Ichneumonidae.

## Распространение
Центральная Америка: Мексика (Tamaulipas, ранчо Sta. Elena, 15 км ю.-з от Cd.Victoria , 23°37′21″ N 099°12′45″ W, 964 м).

## Описание
Мелкие перепончатокрылые наездники, длина тела около 5 мм. Длина переднего крыла 2,8 мм. Жгутик состоит из 19(20) флагелломеров. Основная окраска коричневая с рыжеватым пронотумом, жёлтыми щеками, лицом, клипеусом, ногами и усиками и другими желтоватыми отметинами на теле. Задние бёдра в 2,9 раза длиннее своей ширины, а задние голени в 3,9 длиннее ширины в апикальной части. Жвалы редуцированные, узкие, не перекрываются при закрытии. Наличник не отделяется от лица, образуя равномерно выпуклую поверхность. Скапус усиков длинный. Мезосома гладкая. Метасома вытянутая. Задние ноги массивные. Яйцеклад короткий. Личинки (предположительно, как и у других близких видов рода) — паразиты насекомых.

## Классификация и этимология
Вид был впервые выделен в 2019 году российским гименоптерологом Андреем Эдуардовичем Хумала (Институт леса Карельского научного центра РАН, Петрозаводск, Россия) по типовым материалам из Мексики. Близок к видам Orthocentrus latus, Orthocentrus luteoclypeus, Orthocentrus maculae, Orthocentrus rufipleuris, Orthocentrus scutellatus, Orthocentrus rufipleuris, Orthocentrus similis, Orthocentrus varicolor. Видовое название дано в честь Dr Juana Maria Coronado Blanco (UAT), эксперта по мексиканским наездникам семейства Braconidae.